# Munich (azienda)
Munich è un'azienda e un marchio specializzato nella produzione di calzature sia di tipo sportivo che elegante. La sede dell'azienda è a Capellades, in Catalogna, Spagna. Munich produce più di 850.000 paia di scarpe all'anno, 46% di tipo sportivo e 54% di tipo elegante. L'azienda ha raggiunto una posizione privilegiata nel campo delle calzature di moda, crescendo in diverse nazioni europee ed asiatiche, principalmente in Giappone. Il simbolo X è ciò che rende le scarpe identificabili.

## Storia
L'azienda fu fondata da Luís Berneda nel 1939 nella città Catalana di Sant Boi de Llobregat, con il nome iniziale di Berneda, producendo calzature per rugby, calcio a 5, pallamano e boxe, oltre ad altri sport.
Nel 1953 i fratelli Javier e Francisco, seconda generazione della famiglia, fecero entrare l'azienda nel mercato dell'atletica leggera, e furono tra i pionieri del settore calzaturero sportivo in Spagna. Nel 1964 aggiunsero il caratteristico simbolo "X" e cambiarono il nome dell'azienda e del brand da "Berneda" a "Munich". La produzione rimase spagnola, con influenze di tecnologia e design dall'Italia e Germania. Il brand divenne popolare e i suoi prodotti furono utilizzati da giocatori di calcio come Ladislao Kubala e Hugo Sotil.
Nel 1999 Xavier Berneda, marketing manager dell'azienda, e il fratello David, financial manager, entrambi nipoti del fondatore dell'azienda, convinsero il padre e lo zio a diversificare la produzione ed entrare nel campo delle scarpe stradali e alla moda. I produttori asiatici, specialmente dalla Cina, erano già un temibile concorrente. Grazie a questa iniziativa, Xavier Berneda vinse nel 2008 il premio spagnolo "Young Enterpreneur". Xavier ha cambiato l'azienda, entrando nel modaiolo settore dello streetwear, mantenendo la qualità e la linea stilistica originaria ma aprendola a nuovi mercati. Circa la metà della produzione è venduta a fashion victim pronte a spendere dai 120 ai 300 euro per un paio di scarpe sportive. Le scarpe Munich sono state indossate da celebrità quali John Elkann, Àngel Llàcer, Jesús Vázquez, Rafael Amargo, Boris Izaguirre e Manuel Fuentes.
Una delle attività più innovative dell'azienda è il sito internet Munich My Way, lanciato nel 2009. Su questo sito chiunque ha la possibilità di personalizzare e disegnare un paio di scarpe combinando moltissimi colori e materiali, con la possibilità di avere fino a 333 milioni di differenti combinazioni. L'utente può scegliere il colore delle nove parti componenti la scarpa, inclusi suola, linguetta, tacchi e stringhe. Quando Munich riceve l'ordine, la  fabbrica produce immediatamente l'ordine, garantendone la consegna entro due settimane. Munich My Way offre inoltre la possibilità di comprare un paio di scarpe con una dimensione differente tra la scarpa destra da quella sinistra. Questa opzione è molto utile per giocatori di calcio e futsal che spesso necessitano di una scarpa più piccola per il piede utilizzato per tirare.

## Premi
- E-COMM Award 2010, categoria “Sportive equipment”.[4]